# Songül Öden
Songül Öden (Diyarbakır, 1979. február 17. –) török színésznő. Songül neve szó szerint „utolsó rózsát” jelent, ami a török rózsaszín rózsából jön, amit „török rózsának” is neveznek szépségének köszönhetően.

## Élete
Diyarbakırban született. Édesapja Ankarába költözött, ahol Songül Öden gyerekkorát töltötte.
1999 óta színészkedik, amikor egy „Ferhunde Hanımlar” című televíziós sorozatban szerepelt. Utána Songül Öden öt másik televíziós sorozatban szerepelt, név szerint:  „Vasiyet” (2001), „Havada Bulut” (2002), „Gümüş” (2005–2007), „Vazgeç Gönlüm” (2008) és „Mükemmel Çift” (2010).

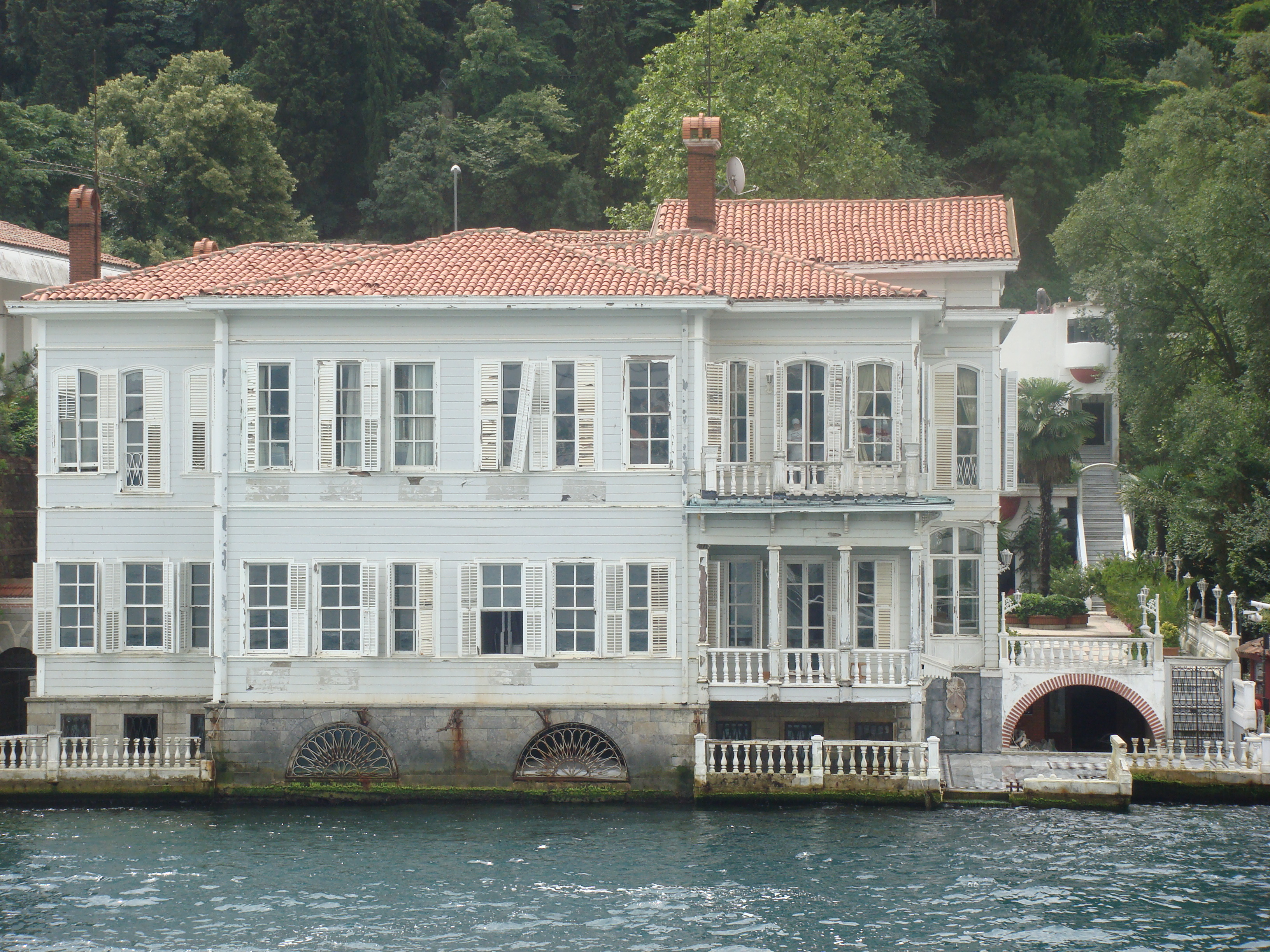
Gümüş

Kıvanç Tatlıtuğval együtt színészkedett a „Gümüş” sorozatban, ami két és fél évig tartott. Egy másik sorozat amiben szerepelt a „Vazgeç Gönlüm”, amiben vezető szerepben tűnik fel „Ezra” alakjában. Songül Öden színésznőt meghívták Bulgáriába. A 2009-es Acı Aşk (magyarul: Keserű szerelem) című filmben is játszott. Halit Ergenç, Cansu Dere és Ezgi Asaroğlu színészekkel dolgozott.
2009. december 18-án mutatták be az első mozis (?) előadását. Songül Öden visszatért a televíziózáshoz 2011-ben a Umutsuz Ev Kadınlarıval.
2011. november 19-én köszönhetően meghívták – a Gümüş népszerűségének köszönhetően –, hogy Albániában a házigazdája legyen (Ardit Gjebrea mellett) a Kënga Magjike 2011 döntőjének.

## Filmjei
- Ferhunde Hanımlar (1999)
- Vasiyet (2001)
- Havada Bulut (2002) Ayşe
- Gümüş (2005–2007) Gümüş
- Sınır (2007) Didem
- Vazgeç Gönlüm (2008) Ezra
- Acı Aşk (2009) Ayşe
- Mükemmel Çift (2010) Ayça
- 72. Koğuş (2011) Meryem
- Umutsuz Ev Kadınları (2011) Yasemin

## Színházi szereplések
- Yerma (1993)
- Yasar Ne Yasar Ne Yasamaz (1999–2000) - Trabzon Nemzeti Színház
- Birimiz Hep Icin (1999–2000) - Trabzon Nemzeti Színház
- Dort Mevsim (2003–2004) - Diyarbakir Nemzeti Színház
- Hortlak (2003–2004) - Diyarbakir Nemzeti Színház
- Ne Kadinlar Sevdim (2003–2004) - Cisenti Színház
- Kadinciklar  (2007–2008) - Sadri Alisik Színház
- Keşanlı Ali Destanı  (2011) - Sadri Alisik Színház
- Küçük Adam Ne Oldu Sana?  (2012) - Sadri Alisik Színház